# ITF Collonge-Bellerive
Das ITF Collonge-Bellerive ist ein Tennisturnier der ITF Women’s World Tennis Tour, das in Collonge-Bellerive, Schweiz auf Sandplatz ausgetragen wird.

## Siegerliste

### Einzel
| Jahr               | Siegerin            | Finalgegnerin      | Ergebnis      |
| ------------------ | ------------------- | ------------------ | ------------- |
| ↓ Kategorie: W60 ↓ |                     |                    |               |
| 2021               | Beatriz Haddad Maia | İpek Öz            | 5:7, 6:1, 6:4 |
| 2022               | Lucrezia Stefanini  | Sinja Kraus        | 6:2, 2:1r     |
| 2023               | Chloé Paquet        | Lucrezia Stefanini | 6:2, 6:1      |

### Doppel
| Jahr               | Siegerinnen                         | Finalgegnerinnen                         | Ergebnis          |
| ------------------ | ----------------------------------- | ---------------------------------------- | ----------------- |
| ↓ Kategorie: W60 ↓ |                                     |                                          |                   |
| 2021               | Amina Anschba Anastassija Gassanowa | Amandine Hesse Tatjana Maria             | 6:1, 6:76, [10:8] |
| 2022               | Jenny Duerst Weronika Falkowska     | Michaela Bayerlová Jacqueline Cabaj Awad | 7:65, 6:1         |
| 2023               | Conny Perrin Anna Sisková           | Estelle Cascino Diāna Marcinkēviča       | 7:64, 6:1         |

## Quelle
- ITF Women’s World Tennis Tour Calendar auf der Website der ITF